# Sofija Hohenberška
Sofija Hohenberška, žena avstro-ogrskega prestolonaslednika Franca Ferdinanda * 1. marec 1868, Stuttgart, kraljevina Württemberg, † 28. junij 1914, Sarajevo, Avstro-Ogrska. 
Sofija je bila žena nadvojvode Franca Ferdinanda, avstrijskega prestolonaslednika Avstro-Ogrske. Skupaj z možem je umrla v atentatu v Sarajevu junija 1914, ki ga je povzročila Mlada Bosna. Ta atentat je privedel do začetka prve svetovne vojne.